# Società Sportiva Scafatese Calcio 2007-2008
Questa voce raccoglie le informazioni riguardanti   la Società Sportiva Scafatese Calcio nelle competizioni ufficiali della stagione 2007-2008.

## Rosa
| N. |                   | Ruolo | Calciatore         |
| -- | ----------------- | ----- | ------------------ |
| -  | Italia (bandiera) | C     | Antonio Amita      |
| -  | Italia (bandiera) | P     | Nicola Avitabile   |
| -  | Italia (bandiera) | C     | Vincenzo Bevo      |
| -  | Italia (bandiera) | D     | Andrea Briotti     |
| -  | Italia (bandiera) | D     | Carlo Baylon       |
| -  | Italia (bandiera) | D     | Francesco Calanchi |
| -  | Italia (bandiera) | D     | Dario D'Ambrosio   |
| -  | Italia (bandiera) | C     | Paolo De Crescenzo |
| -  | Italia (bandiera) | A     | Fabio De Luca      |
| -  | Italia (bandiera) | P     | Domenico Di Dio    |
| -  | Italia (bandiera) | A     | Marco Fummo        |
| -  | Italia (bandiera) | C     | Stefano Mandorino  |
| -  | Italia (bandiera) | C     | Manolo Manoni      |
| -  | Italia (bandiera) | A     | Alessandro Marotta |
| -  | Italia (bandiera) | D     | Giovanni Micallo   |
| -  | Italia (bandiera) | A     | Adriano Montalto   |

| N. |                    | Ruolo | Calciatore        |
| -- | ------------------ | ----- | ----------------- |
| -  | Italia (bandiera)  | C     | Andrea Musacco    |
| -  | Italia (bandiera)  | C     | Alessandro Onesti |
| -  | Italia (bandiera)  | C     | Adriano Panepinto |
| -  | Italia (bandiera)  | A     | Raffaele Perna    |
| -  | Italia (bandiera)  | P     | Lorenzo Peruzzi   |
| -  | Italia (bandiera)  | C     | Paolo Ramora      |
| -  | Italia (bandiera)  | C     | Dario Rocco       |
| -  | Albania (bandiera) | A     | Xhulian Rrudho    |
| -  | Italia (bandiera)  | D     | Simone Sannibale  |
| -  | Italia (bandiera)  | D     | Alberto Savino    |
| -  | Italia (bandiera)  | D     | Antonio Scrò      |
| -  | Italia (bandiera)  | P     | Salvatore Soviero |
| -  | Italia (bandiera)  | D     | Giuseppe Spinelli |
| -  | Italia (bandiera)  | D     | Mario Terracciano |
| -  | Italia (bandiera)  | C     | Angelo Teta       |
| -  | Italia (bandiera)  | C     | Stefano Volpe     |